# 세자르 에르난데스
세자르 아우구스토 에르난데스(Cesar Augusto Hernandez, 1990년 5월 23일 ~ )는 베네수엘라의 야구 선수로, 메이저 리그에 소속되어 있는 시카고 화이트삭스의 2루수이다.